# Ryan Wilson (friidrottare)
Ryan Wilson, född den 19 december 1980, är en amerikansk friidrottare som tävlar i häcklöpning.
Wilson blev NCAA mästare 2003 på 110 meter häck. Han har fram till och med 2008 inte deltagit vid något internationellt mästerskap för USA. Däremot deltog han vid IAAF World Athletics Final 2008 i Stuttgart där han slutade trea på tiden 13,54.
Wilsons personliga rekord är på 13,02 och är från 2007.